# KV33
KV33, acrònim de l'anglès King's Valley, és una tomba egípcia de l'anomenada Vall dels Reis, situada a la riba oest del riu Nil, a l'altura de la moderna ciutat de Luxor. Pràcticament no se sap res sobre aquesta tomba, però sembla que va ser construïda durant la dinastia XVIII.

## Situació
KV33 és un dels sepulcres pitjor coneguts no només de la Vall del Reis, sinó de tota la necròpolis tebana. L'única sabut amb certesa és la seva ubicació, al nord-est de KV34, la tomba de Tuthmosis III, i situada per sobre de KV42, la tomba d'Hatshepsut Meritra.
La planta i el disseny del sepulcre són també desconeguts. Baedeker, que la va visitar el 1902, diu que era un lloc molt petit, un enterrament típic de noble, amb dues habitacions.

## Excavació
També hi ha poc a dir sobre el descobriment de la tomba número 33 de la Vall. Victor Loret, mentre treballava a les ordres del Service des Antiquités, va descobrir un gran nombre de sepulcres en només dos anys, 1898 i 1899. KV33 va ser només una troballa menor, situat cronològicament entre la troballa de KV32 i la KV34.
A causa de la proximitat de KV34, s'ha pensat que va poder ser un magatzem d'aquest lloc, o potser un enterrament secundari, potser destinat a algun membre de la família de Tuhtmosis III.
Actualment KV33 és completament inaccessible.